# Crassanapis chaiten
Crassanapis chaiten är en spindelart som beskrevs av Norman I. Platnick och Forster 1989. Crassanapis chaiten ingår i släktet Crassanapis och familjen Anapidae. Inga underarter finns listade i Catalogue of Life.